# 毛馬内直道
毛馬内 直道（けまない なおみち）は、江戸時代中期の陸奥国盛岡藩の家老。毛馬内直員とも。

## 経歴
毛馬内氏は、南部政康の五男・毛馬内秀範を祖とする鹿角郡毛馬内村を知行地とした南部氏の一族であり、南部家で代々家老を務める家柄であった。
直道は祖・秀範の曾孫・毛馬内長囿の長男で、享保8年（1723年）に家督相続し、南部利視の近習となった。享保13年（1728年）には家老（加判役）となり、享保15年（1730年）には百石加増されて千石となった。享保16年（1731年）と享保21年（1736年）に年頭名代として8代将軍・徳川吉宗に謁見した。
元文3年（1738年）に家老を退役、者頭となり、延享2年（1745年）には徳川家重の将軍宣下祝儀の使者を勤めた。のち中丸番頭を勤め、宝暦5年（1755年）に死去した。その跡を嫡子・直興（直祝）が相続した。
明和元年（1764年）には弟・長照が百石を分知され、九百石となった。